# Jakob Canciani
Alexander Jakob Leonhard Canciani (* 6. September 1820 in Villach; † 26. Juli 1891 ebenda) war ein österreichischer Landschaftsmaler mit Schwerpunkt Villach und Umgebung.

## Leben und Werk

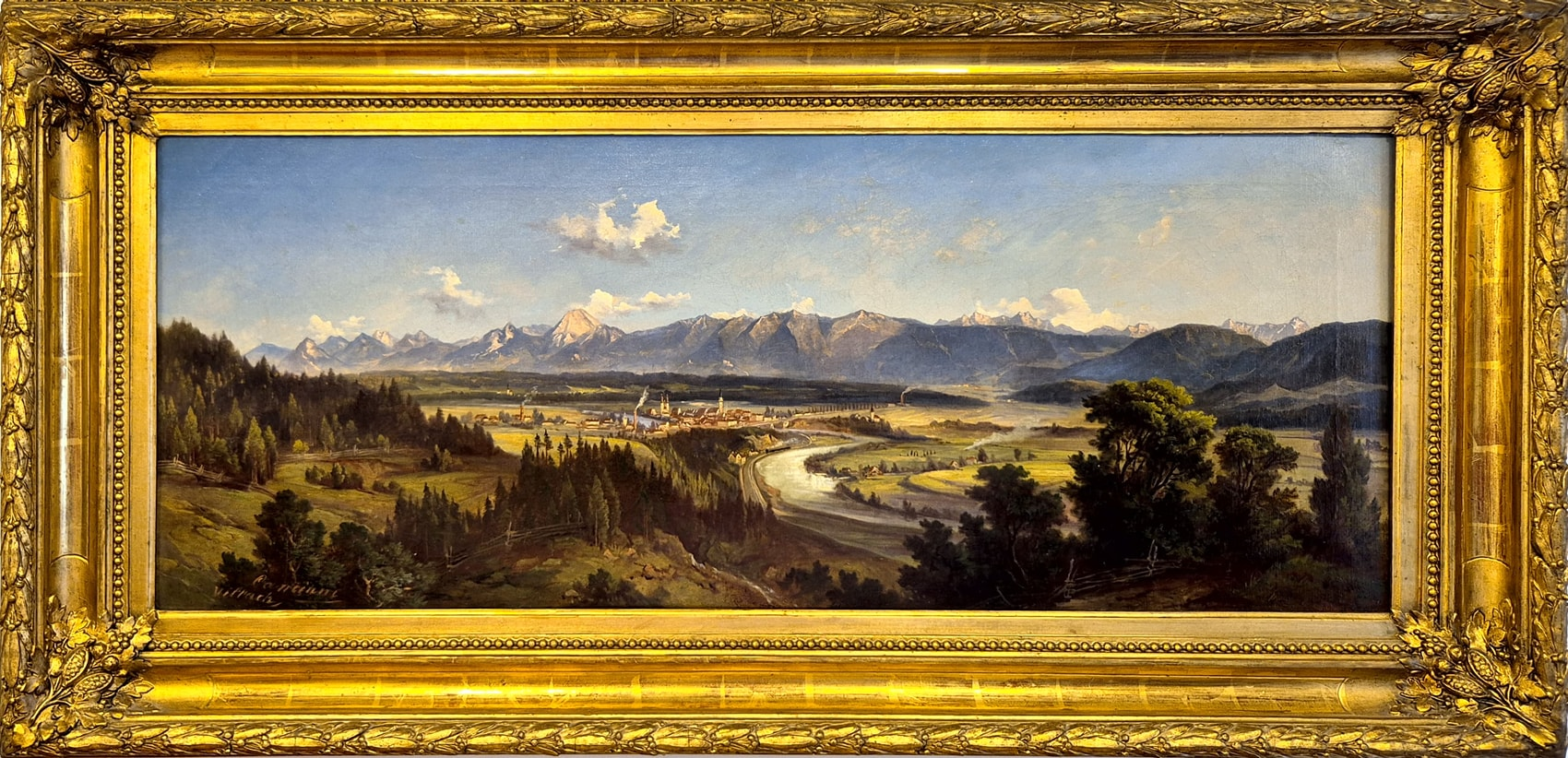
Villach vom Westen

Canciani, Sohn italienischer Einwanderer, besuchte die k.k. Kreishauptschule in Villach. Dort erhielt er seinen ersten Zeichenunterricht bei Carl Rumbold, von dem einige Landschaftsbilder erhalten sind. Von 1840 bis 1842 studierte er an der Akademie der Schönen Künste in Venedig Architektur und Landschaftsmalerei. Er signierte seine Bilder nur in seinen Jugendjahren mit Canciani Giacomo, Pioppo-Pappelbaum, später mit Canciani.
Nach dem Studium unterrichtete er als Privatlehrer in Villach. Sein erfolgreichster Schüler war Josef Willroider. Häufige Motive waren Villach (ca. 20) und Umgebung sowie neben anderen der Faaker See, Wörthersee, der See von Veldes, der Raibler See oder der Dobratschgipfel. Er war fasziniert von technischen Neuerungen, zum Beispiel der Eisenbahn oder der Dampfschifffahrt, die auf seinen Bildern oft dargestellt sind.

### Werk
Canciani wählte die genaue Landschaftsdarstellung, die Vedute, zum zentralen Thema seiner Malerei, nur der Vordergrund ist meist frei komponiert, um Raumtiefe zu gewinnen und den Bildrand zu akzentuieren. Begann er mit schwerem Violetton in den Bergen und sehr dunklem Grün in Wiesen und Bäumen, was seine Bilder altmeisterlich erscheinen ließ, so werden in den späten Bildern ein helles Grün, Beige und wenige dunkelbraune Akzente charakteristisch. Die Kompositionen sind weniger kontrastreich, die Schatten werden heller, Vordergrund und Hintergrund werden farblich gleichwertiger. Die Malweise ist nun locker, freier, die Zeichnung tritt zurück, die Konturen verschwimmen.
Seine Bilder der 50er Jahre zeichneten sich durch überraschend strahlende Farben, sorgfältige Durchführung und gut ausgewogene Komposition aus. Die Kunshistorikerin Gisela Fiedler-Bender hält sie zum Besten, was er geschaffen hat.

### Familie
Jakob Canciani war der Sohn von Oswald Anton Kanziani, gebürtig aus Polarin im Venezianischen, und Lukretia Sandrini, Tochter eines Seidenhändlers aus Gemona. Die Hochzeit fand am 12. Juli 1820 statt. Aus dieser Ehe gingen zwei weitere Söhne hervor: Ludwig und Eduard. Aus der ersten Ehe der Mutter mit dem Villacher Handelsherrn Jakob Leonhard Zozzoli stammte Johann Baptist Zozzoli, später Bürgermeister von Villach.

## Ausstellungen
Im Stadtmuseum Villach ist eine ständige Ausstellung der Landschaftsbilder Jakob Cancianis zu besichtigen.
- Die erste bekannte Ausstellung hatte er 1853 in Klagenfurt.[3]
- Kunstausstellung Klagenfurt 1854 und 1855[4]
- 1869 „Rundschau von der Villacher Alpe“[5]
- 1872 gemeinsam mit Markus Pernhart, Johann Pirker u. a. in Villach[6].

## Werke (Auswahl)
Von Canciani sind ca. 120 Ölbilder bekannt, unter anderen:
- Faaker See mit Mittagskogel und Türkenkopf, um 1860
- Blick auf Villach und das Drautal,
- Der Weißenfelser See, um 1870
- Blick über den Millstättersee, um 1873[7]
- Großglockner mit Pasterze, 1860–1870, 1860–1870 Landesmuseum Kärnten, Klagenfurt am Wörthersee